# 卢士俊
卢士俊，奉天锦州人，清朝政治人物。國子監生。
1648年，接替林永盛任松江府知府一职，任内为官贪婪。1650年由廖文元接任。